# Uta Frommater
Uta Frommater (n. 12 decembrie 1948, Oldenburg, Germania) este o înotătoare germană, medaliată olimpică. A participat la o ediție a Jocurilor Olimpice (1968) în care a câștigat o medalie de bronz.

## Participări
Lista de mai jos prezintă principalele competiții la care a participat Uta Frommater de-a lungul carierei.
- swimming at the 1968 Summer Olympics – women's 4 × 100 metre medley relay[*]